# Pantoporia larymna
Pantoporia larymna är en fjärilsart som beskrevs av Doubleday 1848. Pantoporia larymna ingår i släktet Pantoporia och familjen praktfjärilar. Inga underarter finns listade i Catalogue of Life.